# داوود حق‌دوست
داوود حق‌دوست (زادهٔ ‎۲۸ دی ۱۳۵۲) بازیکن سابق و مربی فوتبال اهل ایران است.
از سوابق فوتبالی وی می‌توان به نیم فصل حضور در باشگاه فوتبال استقلال تهران اشاره کرد.